# Pierre Hémard
Pierre Ariste Georges Hémard (* 3. Oktober 1921 in Paris; † 25. Januar 2003 in Saint-Jean-de-Luz) war ein französischer Autorennfahrer und Rennstallbesitzer.

## Karriere im Motorsport
Pierre Hémard wird in vielen Motorsportpublikationen nicht nur mit seinem älteren Bruder Jean verwechselt, in vielen Ergebnislisten wird ein Jean-Pierre Hémard dargestellt, der nicht existiert hat.
Der Name Hémard ist auch eng verbunden mit dem kleinen französischen Rennwagenbauer Monopole. Die Familie betrieb in Frankreich eine Brennerei und übernahm Ende der 1930er-Jahre die Mehrheit bei dem ursprünglich in der Schweiz gegründeten Unternehmen. Der langjährige Freund von Hémard, Jean de Montrémy, war Rennleiter bei Monopole und durch die Eigentümerschaft der Familie war es naheliegend, dass Pierre Hémard seine Rennen für Monopole bestritt.
Viermal war er beim 24-Stunden-Rennen von Le Mans am Start. Sein Debüt gab er 1954 mit Pierre Flahault im Monopole X84 und dem 13. Rang in der Gesamtwertung. Das Ergebnis war seine beste Platzierung in Le Mans.

## Statistik

### Le-Mans-Ergebnisse
| Jahr | Team                   | Fahrzeug           | Teamkollege     | Platzierung | Ausfallgrund |
| ---- | ---------------------- | ------------------ | --------------- | ----------- | ------------ |
| 1954 | Ets. Monopole          | Monopole X84       | Pierre Flahault | Rang 13     |              |
| 1955 | Société Monopole       | Monopole X88       | Pierre Flahault | Ausfall     | Unfall       |
| 1956 | Automobiles Panhard    | Monopole X89       | Pierre Flahault | Ausfall     | Motorschaden |
| 1957 | Equipe Monopole Course | Monopole X89 Coupe | Pierre Chancel  | Rang 18     |              |

### Einzelergebnisse in der Sportwagen-Weltmeisterschaft
| Saison | Team     | Rennwagen                   | 1   | 2   | 3   | 4   | 5   | 6   | 7   | 8 | 9 | 10 | 11 | 12 | 13 | 14 | 15 | 16 | 17 | 18 | 19 | 20 | 21 | 22 |
| ------ | -------- | --------------------------- | --- | --- | --- | --- | --- | --- | --- | - | - | -- | -- | -- | -- | -- | -- | -- | -- | -- | -- | -- | -- | -- |
| 1954   | Monopole | Monopole X84                | BUA | SEB | MIM | LEM | RTT | CAP |     |   |   |    |    |    |    |    |    |    |    |    |    |    |    |    |
| 1954   | Monopole | Monopole X84                | 13  |     |     |     |     |     |     |   |   |    |    |    |    |    |    |    |    |    |    |    |    |    |
| 1955   | Monopole | Monopole X88                | BUA | SEB | MIM | LEM | RTT | TAR |     |   |   |    |    |    |    |    |    |    |    |    |    |    |    |    |
| 1955   | Monopole | Monopole X88                | DNF |     |     |     |     |     |     |   |   |    |    |    |    |    |    |    |    |    |    |    |    |    |
| 1957   | Monopole | Panhard Dyna X Monopole X89 | BUA | SEB | MIM | NÜR | LEM | KRI | CAR |   |   |    |    |    |    |    |    |    |    |    |    |    |    |    |
| 1957   | Monopole | Panhard Dyna X Monopole X89 |     |     | 82  |     | 18  |     |     |   |   |    |    |    |    |    |    |    |    |    |    |    |    |    |